# John Wilkinson
John Arbuthnot Du Cane Wilkinson, född 23 september 1940 i Windsor i Berkshire, död 1 mars 2014 på Isle of Man, var en brittisk konservativ politiker. Han var parlamentsledamot för valkretsen Ruislip Northwood från valet 1979 till 2005 (han kom in första gången 1970, men åkte ut 1974). Han tillhörde de av de konservativa ledamöterna som röstade mot Maastrichtfördraget.